# Palazzo Reale (Genova)
Il Palazzo Reale, o palazzo Stefano Balbi, è uno dei maggiori edifici storici di Genova, inserito fra i 42 Palazzi dei Rolli selezionati e dichiarati Patrimonio dell'umanità dall'UNESCO il 13 luglio 2006.
È un polo museale costituito dalla dimora storica, dall'annesso giardino e dalla pinacoteca, la galleria di Palazzo Reale che costituisce una delle principali quadrerie cittadine.
Situato in via Balbi 10, a poca distanza dalla sede universitaria e dalla stazione ferroviaria di Genova Piazza Principe, fa parte di un importante complesso architettonico sei-settecentesco in stile barocco genovese, del quale sono conservati intatti gli interni di rappresentanza, dagli affreschi agli stucchi, dai quadri agli arredi. Nel 2015 il Palazzo Reale di Genova ha fatto registrare 66 625 visitatori.

## Storia

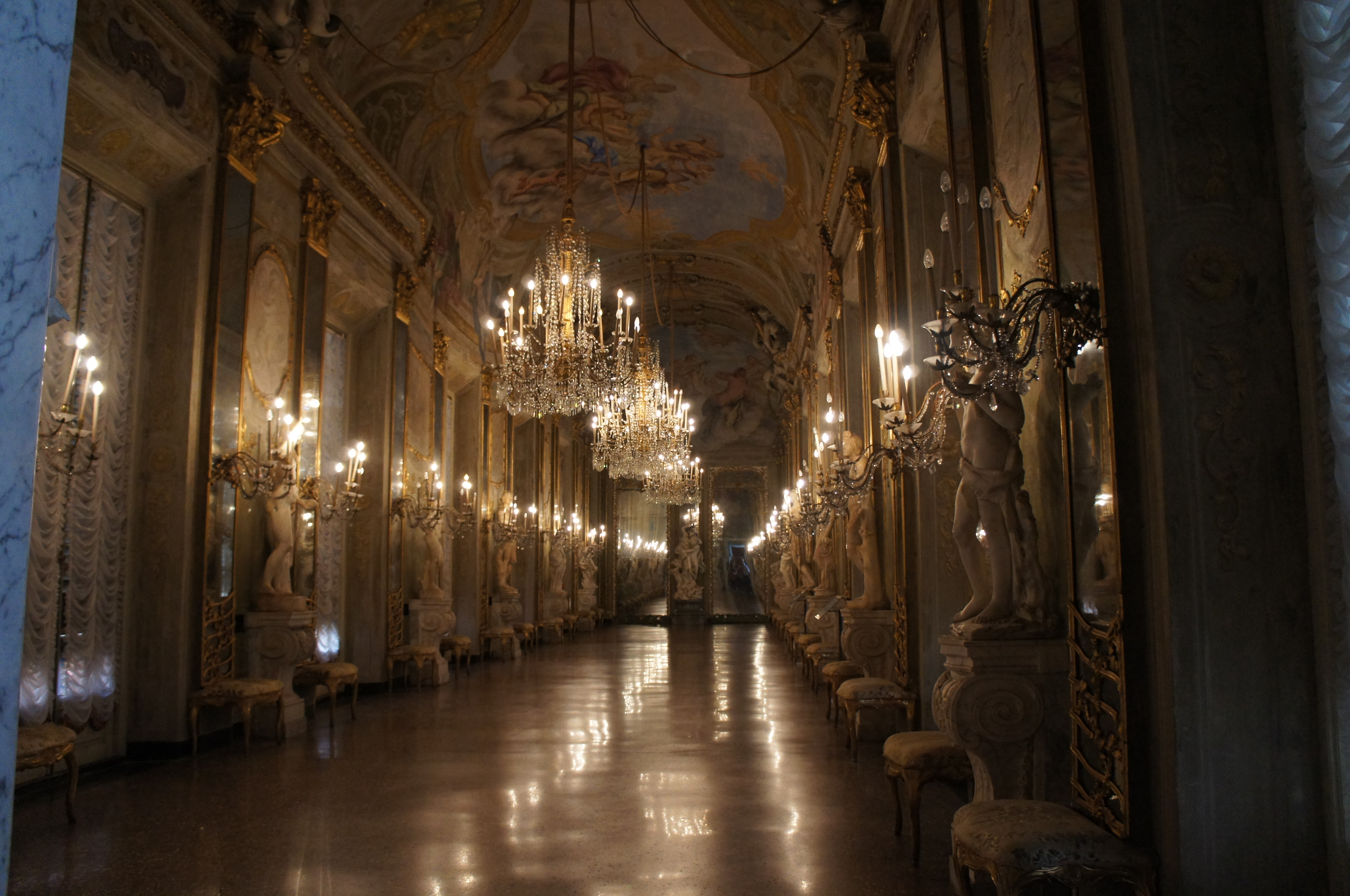
La Galleria degli specchi

### La costruzione per opera dei Balbi
La costruzione del palazzo fu avviata per opera di Stefano Balbi (1581-1660) e proseguita dal figlio Giovanni Battista, la cui potente famiglia — quella dei Balbi — era l'artefice del processo di pianificazione e costruzione degli altri edifici della via nota come "Strada delli Signori Balbi".
La costruzione del primitivo palazzo ebbe luogo tra il 1643 e il 1650, per opera degli architetti Pier Francesco Cantone, Michele Moncino, e Giovanni Angelo Falcone. Tale palazzo comprendeva un corpo centrale quadrato e due ali laterali che si prolungavano verso il mare, corrispondenti al nucleo centrale dell'attuale costruzione. Il prospetto su via Balbi misurava allora trenta metri, rispetto ai quasi cento metri del prospetto attuale.
Appena terminata la costruzione, i Balbi chiamarono alcuni dei più importanti affrescatori dell'epoca per la decorazione dei saloni interni, quali i genovesi Valerio Castello (di cui si conserva oggi il celebre affresco della Fama) e Giovan Battista Carlone, e i bolognesi Angelo Michele Colonna e Agostino Mitelli, di cui rimane l'affresco con la Primavera e l'Inverno. La prematura morte di Stefano e Giovanni Battista Balbi durante la peste del 1657 pose fine alla prima fase dei lavori nel palazzo.

### La proprietà Durazzo (1677-1824)
Nel 1677 la famiglia Balbi vendette il palazzo alla famiglia Durazzo che lo ampliò con l'incorporazione di un vicino fabbricato (1685). Il primo ad abitare la dimora fu Eugenio Durazzo (1630-1705), che acquistò il palazzo per la cospicua somma di oltre 42.000 scudi e ne promuoverà l’ampliamento grazie ai larghissimi mezzi finanziari di cui dispone. La galleria, successivamente trasformata in galleria degli specchi, era destinata a contenere le vaste collezioni artistiche di Eugenio, fra cui la celebre specchiera di Narciso poi trasferita nella Villa Faraggiana di Albissola, di proprietà della stessa famiglia. Nel 1702 il palazzo, pur essendo iscritto nel secondo bussolo del rollo del 1664, ospitò il re di Spagna Filippo IV.
Girolamo II Ignazio (1676-1747), che secondo l'anagrafe fiscale del 1738 figura al quarto posto tra i più ricchi di Genova, alla morte dello zio Eugenio (1705) divenne l’intestatario del fedecommesso del palazzo. Nel 1705 la costruzione fu completamente trasformata da Carlo Fontana, l'architetto ticinese che ne modificò il portale, l'atrio e gli scaloni, aggiunse il cortile e il giardino pensile affacciato su via Prè e il bacino del Porto Vecchio, creando un insieme di grande valore scenografico. E sempre in quegli anni venne incorporato anche il teatro del Falcone, attivo già da diversi anni.
Alla morte di Girolamo la proprietà passò alla figlia, Maria Maddalena, maritata nel 1734 al giovane cugino Marcello Durazzo detto Marcellino, Doge di Genova (dal 1767 al 1768). Questi ospiterà nel palazzo nel 1784 l’imperatore Giuseppe II d'Asburgo-Lorena. L'ultimo discendente maschile di questo ramo della famiglia a possedere il palazzo fu Girolamo III Luigi Durazzo, tra i fondatori dell'Università di Genova. Girolamo, occupando le massime cariche all'epoca della Repubblica Ligure, ricevette splendidamente nel suo palazzo Gioacchino Murat e la moglie Carolina Bonaparte, e in seguito lo stesso Napoleone. Alla sua morte, nel 1809, il palazzo passò alla sorella Maria Francesca, sposata a Giuseppe Maria Durazzo (ramo dei Durazzo di Gabiano) e il loro figlio Marcello (1777-1826) lo alienò nel 1824.

### La reggia dei Savoia
Ad acquistarlo fu casa Savoia che a seguito della restaurazione aveva annesso la Repubblica di Genova al Regno di Sardegna. Il Re Carlo Felice di Savoia lo adibì a residenza ufficiale prevalentemente nei mesi estivi. A seguito dell'acquisto, alcuni dei più importanti dipinti della quadreria Durazzo furono trasferiti a Torino, fra cui la Trinità di Tintoretto, la Sacra Famiglia di Van Dyck e la celeberrima Cena in casa di Simone di Paolo Veronese, sostituita da una copia, nonostante le accese proteste dei genovesi. Il dipinto, realizzato per i monaci benedettini dei Santi Nazaro e Celso di Verona, era stato acquistato nel 1646 per 8'000 ducati dalla famiglia Spinola, che poi la cedette ai Durazzo, i quali allestirono la sala ancora ancor oggi denominata Sala del Veronese.
Nel 1842, in occasione delle nozze di Vittorio Emanuele II di Savoia e Maria Adelaide, la famiglia reale incaricò lo scenografo genovese Michele Canzio di trasformare alcuni ambienti, quali le sale del Trono e delle Udienze ed il salone da Ballo, per adattarle alle nuove necessità di rappresentanza. Anche gli appartamenti del primo piano nobile furono ristrutturati e ridecorati da parte dei principali artisti genovesi (Giuseppe Isola, Giacomo Varese, Santo Varni). Fu ricostruita nel 1885 l'appendice, che, scavalcando la strada carrabile (allora chiamata strada della marina, oggi via Gramsci) collegava direttamente il palazzo con l'imbarcadero del porto, e la regia tribuna all'interno della chiesa di san Sisto.

### Il Museo di Palazzo Reale
Con il trasferimento della capitale a Roma, il palazzo fu sempre meno frequentato dalla famiglia reale, finché nel 1919 venne definitivamente ceduto da Vittorio Emanuele III e divenne demanio dello Stato. Si decise allora la trasformazione in Museo di arti decorative. Vi furono notevoli danni durante i bombardamenti della seconda guerra mondiale. Maggiormente danneggiato fu il Teatro del Falcone, il cui tetto fu sfondato dalle bombe. Nel dopoguerra se ne decise la demolizione dell'allestimento originale barocco e la radicale ricostruzione. Fu altresì demolito il ponte reale nel 1964 in occasione della costruzione della strada sopraelevata.

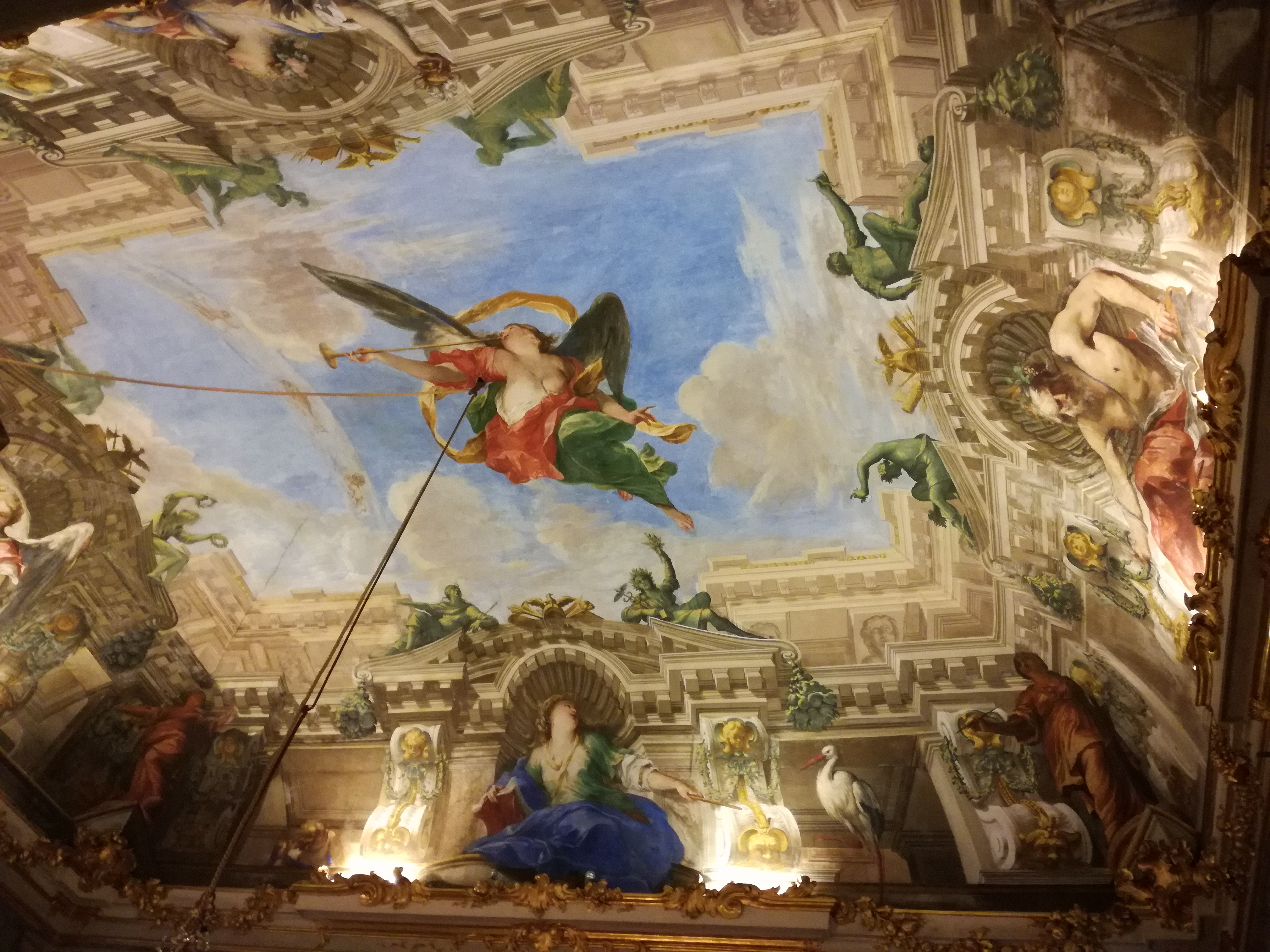
La fama dei Balbi di Valerio Castello
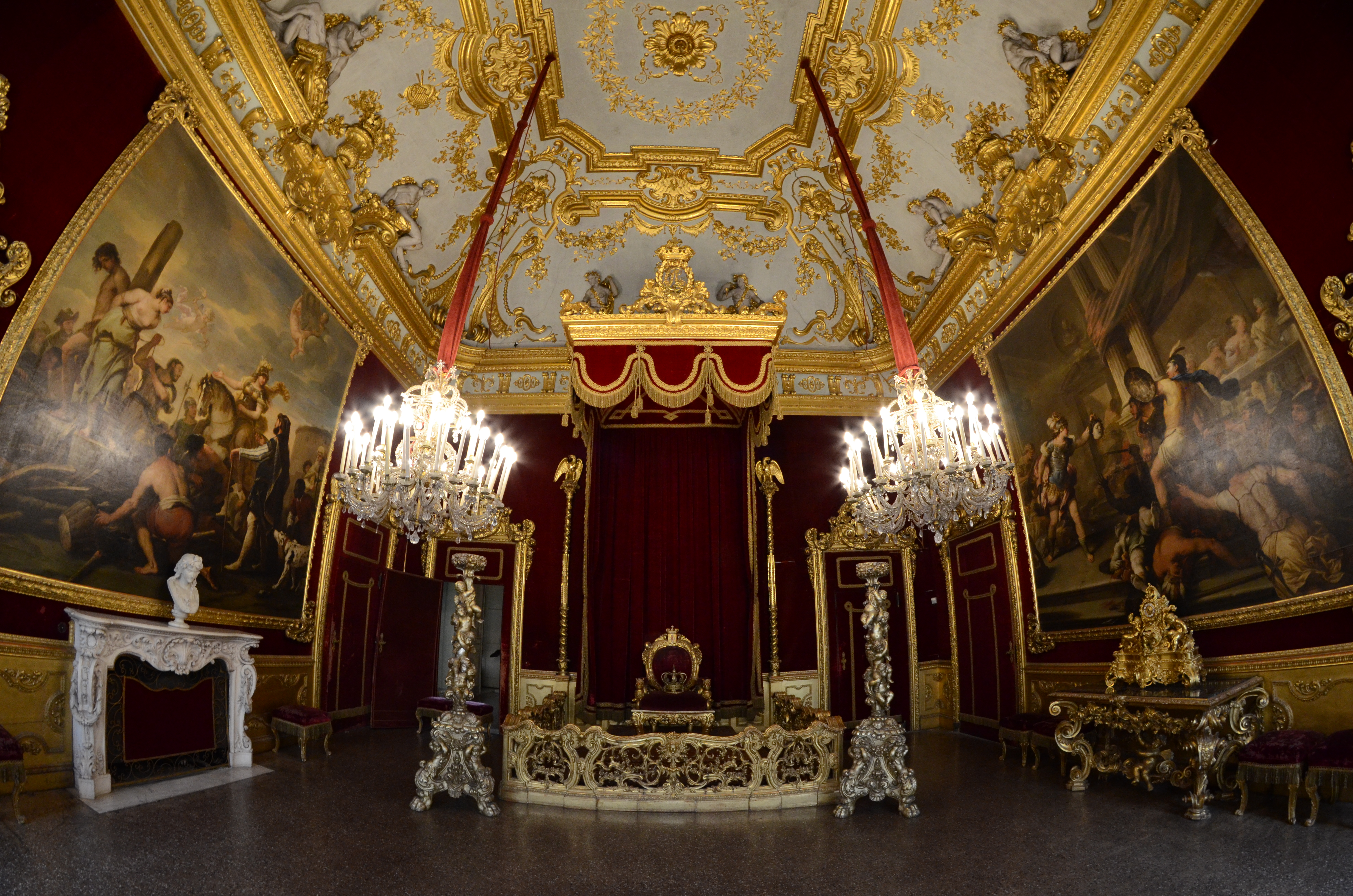
La Sala del Trono
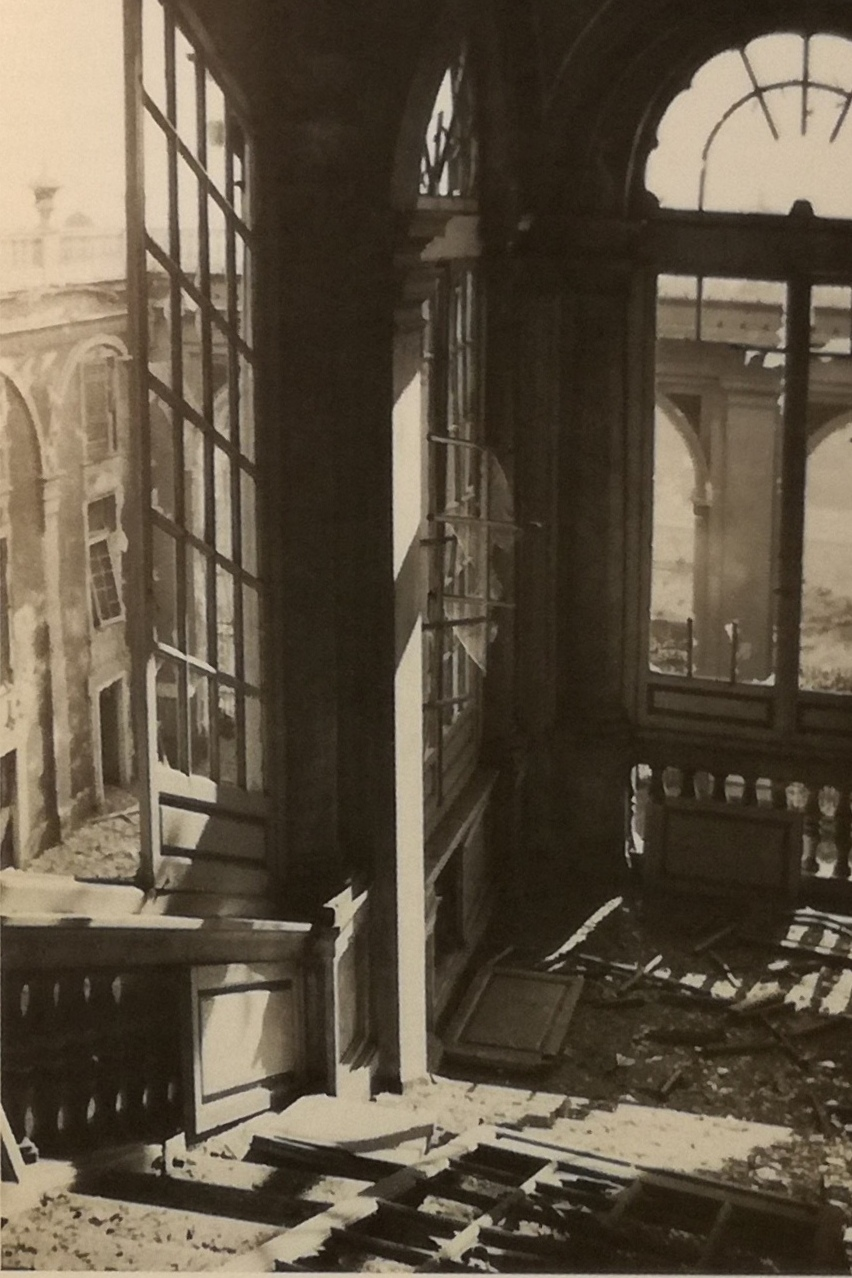
Il Palazzo dopo i bombardamenti del 1944
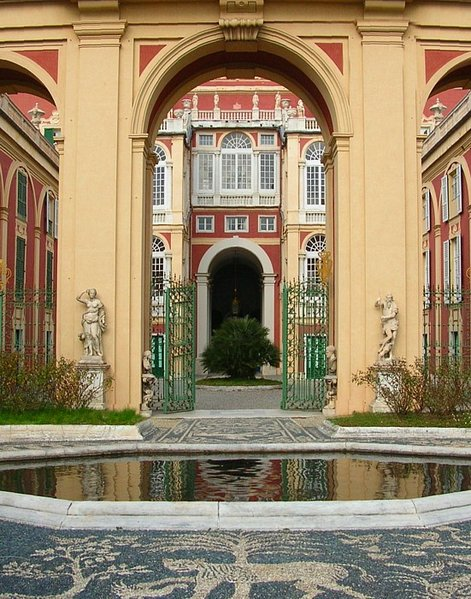
I giardini di Palazzo Reale

## Descrizione
Tra gli affreschi più importanti sono da notare La fama dei Balbi di Valerio Castello e Andrea Seghizzi, La primavera che spinge lontano l'inverno di Angelo Michele Colonna e Agostino Mitelli e Giove che manda giustizia sulla Terra di Giovanni Battista Carlone.

### La galleria degli specchi

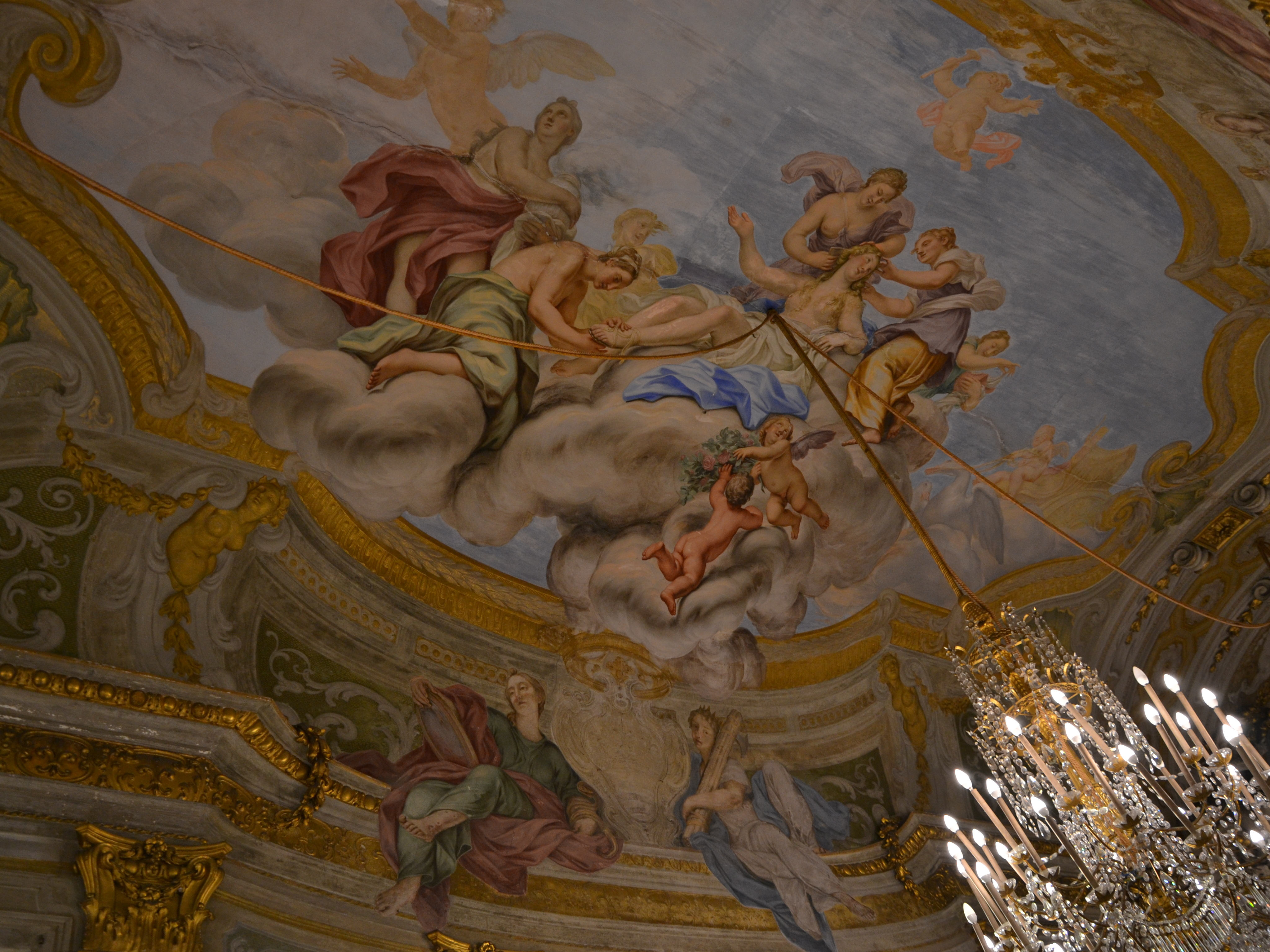
Domenico Parodi, La Toeletta di Venere e Personificazioni di Virtù, galleria degli specchi

L'ambiente più celebre del palazzo, che ci è giunto intatto nella decorazione voluta da Gerolamo II Durazzo, e realizzata dal pittore più celebre del settecento genovese, Domenico Parodi, è la celebre Galleria degli specchi. La decorazione, che comprende e fonde unitariamente pittura, scultura, architettura gareggiando con le celebri gallerie dei Palazzi Colonna e Doria-Pamphili a Roma, e con la Galerie des Glaces di Versailles, crea una grande celebrazione retorica di potere e ricchezza. L'allestimento prevede l'esposizione della collezione di sculture classiche dei Durazzo, per lo più originali sculture romane integrate in epoca barocca delle parti mancanti, oltre a opere del padre di Domenico, Filippo Parodi. Le quattro statue in marmo bianco, di ascendenza berniniana, hanno a soggetto alcune delle metamorfosi di Ovidio: Adone, Clizia, Venere, Giacinto. Nel fondo, il gruppo marmoreo con il Ratto di Proserpina dello scultore tardobarocco Francesco Maria Schiaffino, reinterpreta l'opera di Gianlorenzo Bernini custodita nella Galleria Borghese con l’accentuato dinamismo tipico della cultura Rococò.
La stessa decorazione pittorica, direttamente realizzata da Domenico, è ispirata all'antichità classica, e comprende le scene con Apollo e Marsia e con Bacco e le menadi nelle testate, la Toeletta di Venere sulla volta e figure con personificazioni di virtù e di antichi imperatori. Tutte le scene sono legate da un unico tema moraleggiante, probabilmente dettato dai Gesuiti il cui collegio, che sorge di fronte al palazzo, era sostenuto dai Durazzo. Le divinità antiche al centro della volta, Venere, Bacco, e Apollo con Marsia, rappresentano i vizi che portarono alla rovina i grandi imperi dell'antichità, rappresentati dai quattro imperatori raffigurati nei medaglioni ovali, Sardanapalo, Dario, Tolomeo e Romolo Augustolo, mentre le figure femminili sedute sul cornicione rappresentano le allegorie delle virtù teologali e cardinali che guidano i Durazzo, il cui stemma campeggia al centro della galleria.

### La quadreria
Con oltre duecento dipinti esposti nei due piani nobili si trovano opere dei maggiori artisti genovesi del Seicento come Bernardo Strozzi, il Grechetto, Giovanni Battista Gaulli detto il Baciccio, Domenico Fiasella insieme a capolavori dei Bassano, Tintoretto, Luca Giordano, Antoon van Dyck, Simon Vouet e Guercinoː
- Antoon Van Dyck

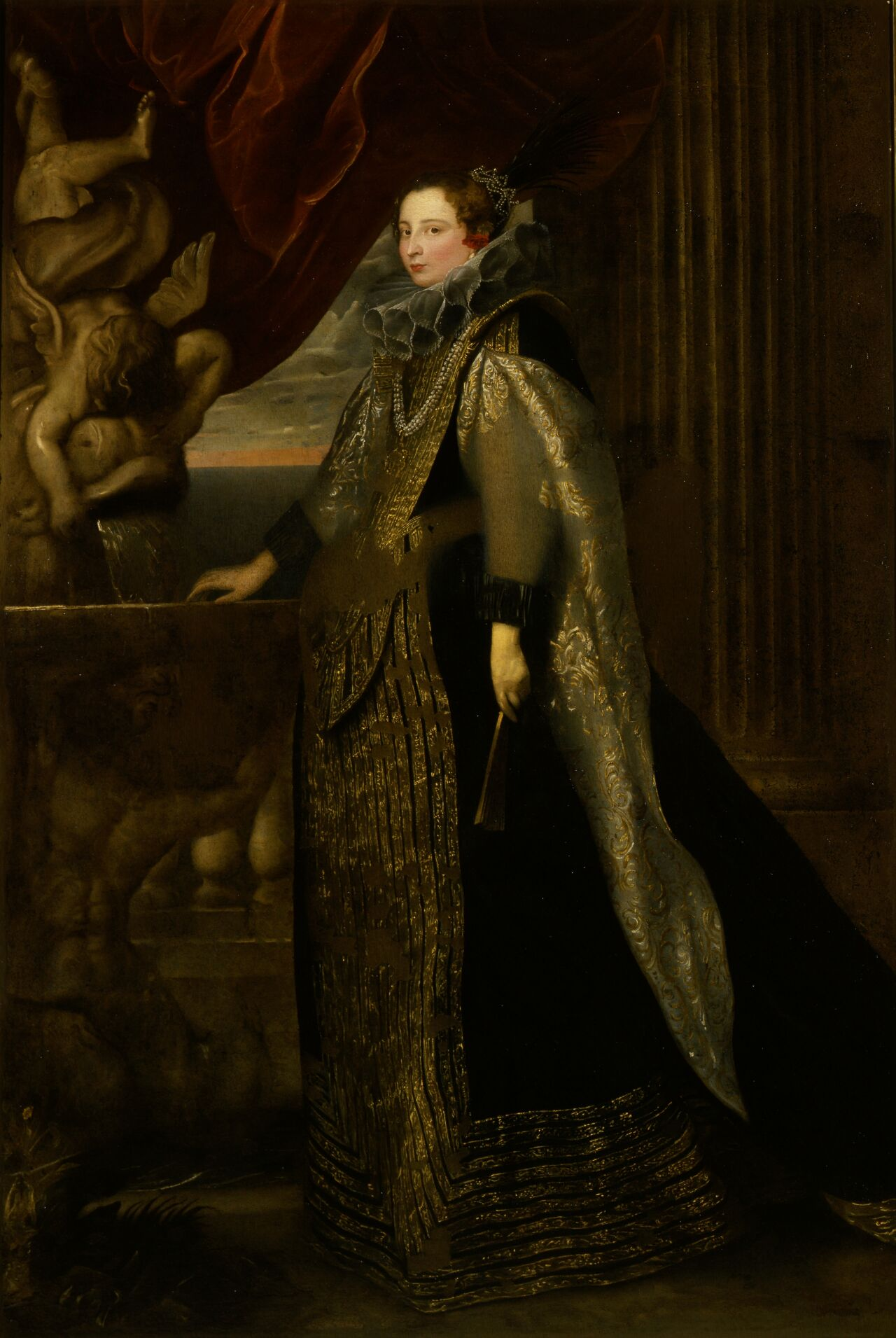
Antoon Van Dyck, Ritratto di Caterina Balbi Durazzo

  - Ritratto di Caterina Balbi Durazzo, dipinta dal venticinquenne Van Dyck
  - Cristo spirante, acquistato da Carlo Felice nel 1821
- Bernardo Strozzi, Carità di san Lorenzo
- Giovanni Francesco Barbieri, detto il Guercino, Sibilla Samia
- Luca Giordano, 
  - Lotta tra Perseo e Fineo
  - Crocifissione con la Vergine, la Maddalena e san Giovanni
- Giovanni Benedetto Castiglione, detto il Grechetto, 
  - Viaggio di Giacobbe
  - Circe
  - Pastorale
- Valerio Castello, Ratto di Proserpina
- Gerrit von Honthorst, detto Gherardo delle Notti, Cristo morto pianto da due angeli
- Gioacchino Assereto, San Giovanni Battista nel deserto
- Giovanni Battista Gaulli, detto il Baciccio, Sant’Andrea apostolo e San Filippo
- Domenico Parodi, Ritratto di Gentildonna
- Bartolomeo Guidobono,
  - Bacco
  - Cerere

Inoltre si può ammirare una collezione di sculture antiche e moderne: tra queste ultime spiccano opere di Filippo Parodi, uno dei massimi esponenti della scultura barocca genovese fra cui il Cristo alla colonna. Fastosa è la galleria degli specchi dove spiccano quattro statue (Giacinto, Clizia, Amore o Narciso, Venere) di Filippo Parodi e un gruppo marmoreo (Ratto di Proserpina) di Francesco Schiaffino.
Il palazzo reale conserva arredi originali di tutta la sua lunga storia e include mobili genovesi, piemontesi e francesi della metà del XVII secolo fino all'inizio del XX secolo. Tra questi si possono ricordare mobili di Giovanni Battista Galletti, Giuseppe Maggiolini e dell'ebanista britannico Henry Thomas Peters, e tre arazzi realizzati a Parigi agli inizi del Seicento nella cosiddetta boutique d’or.